# 24,25-Dihidroksiholekalciferol
24,25-Dihidroksiholekalciferol (24,25-dihidroksivitamin D3, (24)-hidroksikalcidiol, ) je jedinjenje koje je blisko srodno sa 1,25-dihidroksivitamin D3, aktivnom formom vitamina D3, ali je poput samog vitamina D3 i 25-hidroksivitamina D3 neaktivan kao hormon in vitro i in vivo.

## Literatura
- Mata-Granados, J. M.; Luque De Castro, M. D.; Quesada Gomez, J. M. (2008). „Inappropriate serum levels of retinol, α-tocopherol, 25 hydroxyvitamin D3 and 24,25 dihydroxyvitamin D3 levels in healthy Spanish adults: Simultaneous assessment by HPLC”. Clinical Biochemistry. 41: 676—680. PMID 18313404. doi:10.1016/j.clinbiochem.2008.02.003.